# Шентготард
Шентготард (словен. Šentgotard) — поселення в общині Загорє-об-Саві, Засавський регіон, Словенія. Висота над рівнем моря: 627,2 м.